# トーマス・ディートハルト
トーマス・ディータート（Thomas Diethart、1992年2月25日 - ）は、オーストリア、ニーダーエスターライヒ州トゥルン・アン・デア・ドナウ出身のスキージャンプ選手である。

## プロフィール
ディータート（日本ではデートハルトと書かれることが多いが、オーストリアではディータートと言われている）は2011年1月3日にスキージャンプ週間第3戦のインスブルックで開催国枠として出場、スキージャンプ・ワールドカップデビューを果たし28位となってポイントを獲得した。
2013-14シーズンは12月のスイス、エンゲルベルク大会2連戦で4位、6位となり、続くスキージャンプ週間初戦のオーベルストドルフで、最初の表彰台となる3位を獲得した。ワールドカップ初勝利は、ジャンプ週間第2戦のガルミッシュ＝パルテンキルヒェンで、続く第3戦インスブルックでの5位の後、第4戦ビショフスホーフェンでワールドカップ2度目の優勝を飾り、チームメイトのトーマス・モルゲンシュテルンとスイスのシモン・アマンを抑え、2013-14シーズンのジャンプ週間総合優勝を手にした。
2014年2月にロシアで開催されたソチオリンピックでは、男子ノーマルヒルとラージヒルの両方および団体に出場した。ノーマルヒルは最終4位、ラージヒルでは1回目32位となり2回目に進むことができなかった。ミヒャエル・ハイボック、トーマス・モルゲンシュテルン、グレゴア・シュリーレンツァウアーと組んだ団体では3番手を飛び、チームトータル 1038.4ポイントで銀メダルを獲得した。
その後は度重なる怪我に苦しみ、2018年4月に一度引退を表明したが、2021年に競技に復帰し、8月28日に行われた復帰初戦のFISカップで優勝した。

## 主な競技成績

### オリンピック
- 2014年ソチオリンピック ( ロシア)
  - 個人ノーマルヒル 4位
  - 個人ラージヒル 32位
  - 団体ラージヒル 2位

### 世界選手権
- 2015年ファールン大会 ( スウェーデン)
  - 個人ノーマルヒル 27位

### フライング世界選手権
- 2014年ハラコフ大会 ( チェコ)
  - 個人 9位

### ジュニア世界選手権
- 2011年オテパー大会 ( エストニア)
  - 個人41位

### ワールドカップ
- 優勝2回、3位1回（2015/16シーズンまで）

| シーズン | 順位 | ポイント     |
| -------- | ---- | ------------ |
| 2010/11  | 75.  | 3            |
| 2012/13  | .    | (予選不通過) |
| 2013/14  | 8.   | 666          |
| 2014/15  | 43.  | 99           |
| 2015/16  | .    | (予選不通過) |

#### ワールドカップ勝利
| No. | 日付         | 競技会場                               | 開催地                                   |
| --- | ------------ | -------------------------------------- | ---------------------------------------- |
| 1.  | 2014年1月1日 | Große Olympiaschanze                   | ドイツ・ガルミッシュ＝パルテンキルヒェン |
| 2.  | 2014年1月6日 | パウル＝アウサーライトナー・シャンツェ | オーストリア・ビショフスホーフェン       |